# Liste des épisodes de Beyblade: Metal Fury

Cette page présente la liste des épisodes de la série télévisée d'animation Beyblade: Metal Fury, qui correspond à la troisième saison de la saga Beyblade: Metal, réalisée par Kunihisa Sugishima.
La série est diffusée depuis le 3 avril 2011 sur TV Tokyo au Japon, et le 28 mai 2012 sur Canal J en France.
La version originelle japonaise comprend 52 épisodes, contre 39 épisodes dans les pays occidentaux. En effet, au Japon, à partir de l'épisode 26, la durée passe de 24 à 13 minutes pour permettre la diffusion d'une autre série. La société de production canadienne Nelvana couple alors deux épisodes pour en former un d'une durée moyenne, à destination du public occidental.

## Liste des épisodes
| No | Titre français                             | Titre japonais                         | Titre japonais                                | Date de 1re diffusion             |
| No | Titre français                             | Kanji                                  | Rōmaji                                        | Date de 1re diffusion             |
| --- | ------------------------------------------ | -------------------------------------- | --------------------------------------------- | --------------------------------- |
| 1 (103) | Fragment d’Étoile                          | 星の欠片                               | Hoshi no Kakera                               | 3 avril 2011                      |
| Une météorite s'approche de la Terre et se divise en plusieurs fragments qui s'incrustent dans plusieurs toupies aux quatre coins du monde. Pegasus, qui vient d'être réparé par Madoka, est touché par ce fragment d'étoile. Gingka vient récupérer sa toupie, mais il est immédiatement défié par Kyoya qui cherche toujours à le vaincre. Le combat se déroule sur une île où les deux bladers combattent à fond. Alors que Gingka est sur le point de perdre, celui-ci et Kyoya puisent leur énergie dans leurs esprits de blader. Ainsi, ils éveillent le pouvoir du fragment d'étoile de leurs toupies, qui se transforment alors en des versions plus puissantes : Galaxy Pegasus devient Cosmic Pegasus et Rock Leone devient Fang Leone, à la surprise générale. Pendant ce temps, le jeune Yuki, un passionné d'astronomie est à la recherche de Gingka pour l'informer de cette histoire. Sa toupie Mercury Anubius fut elle aussi touchée par le fragment d'étoile qu'il a observé tomber, mais il n'en a pas conscience à ce moment. |                                            |                                        |                                               |                                   |
| 2 (104) | Bladers Légendaires                        | レジェンドブレーダー                   | Rejiendo Burēdā                               | 10 avril 2011                     |
| Pour examiner Cosmic Pegasus et Fang Leone qui ont soudainement changé d'apparence et sont devenus plus puissants, Gingka et les autres ont rejoint le quartier général de l'AMBB. Cependant, quand il voit qu'il ne peut pas se mesurer à Gingka, Kyoya quitte les lieux. Il rencontre alors Yuki, attaqué par un blader du nom de Johannes, qui contrôle la toupie Beat Lynx. Kyoya reste inerte et n'intervient pas, puis s'en va. Enfin, Gingka arrive et sauve Yuki. Celui-ci leur raconte alors que des personnes cherchent à réveiller le dieu de la destruction, Némésis, en rassemblant les fragments d'étoiles des bladers légendaires et que c'est son grand-père originaire du village de Khoma qui lui avait raconté cette légende. Seuls 2 bladers légendaires ont été découverts : Gingka et Kyoya. Il ne reste plus qu'à trouver les autres pour combattre le dieu de la destruction... Un nouveau tour du monde commence ! |                                            |                                        |                                               |                                   |
| 3 (105) | Le Chat Sauvage : Lynx                     | 怪猫リンクス                           | Kaibyō Rinkusu                                | 17 avril 2011                     |
| Yuki et Hikaru ont localisé un premier fragment d'étoile. Gingka, Kenta, Madoka et Yuki décident de s'y rendre. Pendant ce temps, Ryo charge Tsubasa de chercher de son côté des bladers légendaires. Sur le chemin, les quatre aventuriers voient leur route barrée avec l'apparition de Johannes, il défie Gingka et le combat commence. Gingka a des difficultés pour le vaincre mais Kyoya intervient et fait fuir Johannes. Kyoya leur annonce qu'il leur vient en aide et qu'il remettra à plus tard sa revanche contre Gingka. |                                            |                                        |                                               |                                   |
| 4 (106) | L-Drago Destructor                         | エルドラゴデストロイ                   | Eru Dorago Desutoroi                          | 24 avril 2011                     |
| À l'île Zarkan, leur première destination, Gingka et les autres se font attaquer par les villageois qui prennent Gingka pour le blader Légendaire qui sème la panique dans l'île. Dans la forêt de l'île, Gingka et les autres rencontrent Salah, une bladeuse qui s'entraîne. Kyoya de son côté part avec Benkei au sommet du volcan pour affronter le blader légendaire et le vaincre. Gingka et les autres se font quant à eux nourrir et loger par le père de Salah. La nuit tombée, ils décident de partir au sommet du volcan avec Sarah comme guide pour avoir des nouvelles de Kyoya. Ce dernier découvre que le blader légendaire n'est autre que Ryuga et le combat lui et sa nouvelle toupie L-Drago Destructor, Gingka et les autres arrivent juste à temps pour voir le match. Les deux adversaires tiennent la cadence jusqu'à ce que Kyoya envoie L-Drago dans le volcan mais celui-ci arrive à revenir sans aucune égratignure. |                                            |                                        |                                               |                                   |
| 5 (107) | Le réveil d'Anubius                        | 覚醒! アヌビウス                       | Kakusei! Anubiusu                             | 1er mai 2011                      |
| Ryuga a battu Kyoya et ce dernier reste inconscient. Yuki et Gingka demandent alors à Ryuga de les joindre afin de trouver les autres bladers légendaires. Celui-ci défie Gingka en duel, si Gingka parvient à le vaincre, il acceptera de les rejoindre. Le combat commence et Gingka découvre qu'il possède 4 "modes de combat" dont un qu'il a usé lors de son combat contre Kyoya, L-Drago possède aussi 2 modes. Le combat se termine par la victoire de Ryuga mais il est immédiatement défié par Yuki et celui-ci découvre alors qu'il est un blader légendaire. Mais même avec ce nouveau pouvoir, il ne parvient pas à vaincre Ryuga. |                                            |                                        |                                               |                                   |
| 6 (108) | N'est pas Bladeur Légendaire Qui Veut      | 戦士の資格                             | Senshi no Shikaku                             | 8 mai 2011                        |
| Après les remarques de Ryuga, Gingka et Kyoya s'entraînent durement afin de maîtriser efficacement leurs toupies. Cependant, le volcan entre en éruption et le village est sur le point d'être englouti par la lave. Kenta étant occupé à sortir Salah de la forêt, Gingka, Kyoya et Yuki lancent leur toupies pour modifier la trajectoire de la lave. Kenta voulant convaincre Ryuga de les aider, décide de se retirer de l'aventure. |                                            |                                        |                                               |                                   |
| 7 (109) | La Détermination De Kenta                  | ケンタの決意                           | Kenta no Ketsui                               | 15 mai 2011                       |
| Lors d'un tournoi où Ryuga se trouve, Kenta le défie mais perd. Il décide alors de suivre Ryuga et de le convaincre de prendre parti avec Gingka mais celui-ci refuse à plusieurs reprises. À la fin, Ryuga accepte son défi et Kenta doit réussir à le convaincre. |                                            |                                        |                                               |                                   |
| 8 (110) | L'éclair Pourpre                           | 真紅の閃光                             | Shinku no senkō                               | 22 mai 2011                       |
| Gingka et ses amis sont en route pour la Chine où les Wang Hu Zang pensent avoir trouvé un blader légendaire car Chao Chin a aperçu un éclair pourpre. Johannes est aussi en Chine à la recherche du fameux blader légendaire. Parallèlement, le tournoi des combats en duo est organisé et Gingka compte y participer pour trouver le blader légendaire. |                                            |                                        |                                               |                                   |
| 9 (111) | Le Grand Tournoi De Combats En Duo         | 最強タッグ戦、登竜門                   | Saikyō taggu-sen, touryūmon                   | 29 mai 2011                       |
| Le tournoi commence et les équipes sont faites : Gingka/Yuki, Kyoya/Benkei, Da Shan/Chi-Yun et Chaoxin/Mei-Mei. Yuki annonce à Gingka que c'est le premier tournoi auquel il y participe. Da Shan/Chi-Yun, Kyoya/Benkei et Johannes/Motti ont une place assurée pour le second tour. L'équipe Gingka/Yuki ont du mal face à Chaoxin/Mei Mei car Yuki perd toute sa confiance en lui et handicape Pegasus. Il se reprend par la suite et gagne. 2 bladers mystérieux se réjouissent de l'élimination de l'équipe Chaoxin/Mei-Mei. |                                            |                                        |                                               |                                   |
| 10 (112) | Le Nouveau Rugissement!                    | 新たなる咆哮                           | Aratanaru hōkō!                               | 5 juin 2011                       |
| Les duos Da Shan/Chi-Yun et Gingka/Yuki gagnent leur place pour la demi-finale. Kyoya et Benkei doivent affronter Johannes et Motti. Le combat commence, Kyoya lance des attaques incessantes mais Johannes les évite. Kyoya arrête soudainement d'attaquer ainsi que toutes les autres toupies. Voyant les spectateurs les huer, Johannes envoie Lynx attaquer Leone mais à la surprise de tous, Leone réussit à résister à l'attaque de Lynx du fait qu'il a changé de mode, Johannes lance désespérément des attaques en vain. Benkei de son côté cherche à éliminer Motti mais Johannes s'interpose et élimine Benkei et Motti en même temps. C'est donc un duel entre Kyoya et Johannes. Kyoya piège Johannes et lance son nouveau coup spécial : Crocs broyant du roi Lion. Il réussit à vaincre Johannes et lui affirme qu'il n'est pas un Blader Légendaire. Un autre combat s'ensuit, il oppose Bao et Aguma a deux bladers inconnus. Voyant que la toupie de Bao dégage une lumière pourpre, Gingka et les autres l'identifie comme étant le blader légendaire. Le duo explique à Gingka et tous les autres qu'ils sont les descendants d'un groupe de bladers refoulés du temple de Bélin et affirment qu'ils vont venger leurs ancêtres coûte que coûte. |                                            |                                        |                                               |                                   |
| 11 (113) | Tornade Cosmique                           | ビッグバントルネード                   | Biggu Ban Torunēdo                            | 12 juin 2011                      |
| Gingka et Yuki doivent affronter Da Shan et Chi-Yun et dans ce combat, Gingka crée son nouveau coup spécial : Tornade Cosmique et gagne. C'est au tour de Kyoya et Benkei d'affronter Bao et Aguma. Alors que l'équipe se concentre sur Bao, Aguma lance son coup spécial et élimine Dark Bull et Leone, donc le blader légendaire est en fait Aguma. |                                            |                                        |                                               |                                   |
| 12 (114) | Le Dieu de Saturne : Kronos                | 土星神クロノス                         | Doseishin Kuronosu                            | 19 juin 2011                      |
| C'est au tour de Gingka et Yuki d'affronter Aguma et Bao. Le duel commence et Yuki se charge de Bao tandis que Pegasus se charge d'Aguma. Yuki réussit à coincer Hadès Crown sous des pierres et part couvrir Gingka pour qu'il puisse lancer son coup spécial, Gingka lance son coup spécial mais est stoppé net par Hadès Crown. Aguma lance son coup spécial et élimine les 3 bladers, Aguma et Bao gagnent le tournoi. |                                            |                                        |                                               |                                   |
| 13 (115) | Confrontations à la tour de Babel          | 対決! バベルの塔                       | Taiketsu! Baberu no Tō                        | 26 juin 2011                      |
| Tsubasa participe à un combat à la tour de Babel, la récompense est une toupie se trouvant au sommet de la tour. Mais Ryuga arrive accompagné de Kenta qui veut le pouvoir de la toupie, Kenta se bat contre Tsubasa mais perd. Arrivés en haut de la tour, les trois bladers découvrent qu'il n'y a pas de trésor, finalement, Ryuga repart avec Kenta après avoir détruit la tour. |                                            |                                        |                                               |                                   |
| 14 (116) | La nouvelle équipe Dungeon                 | 新生! チーム・ダンジョン               | Shinsei! Chīmu Danjon                         | 3 juillet 2011                    |
| Gingka et ses amis sont appelés en Europe où Julian aurait trouvé un blader légendaire, mais la toupie "l'épée des dieux" qui contient le pouvoir de l'étoile a été dérobée. Gingka part donc en Amérique ou se déroulera un tournoi nommé le dôme de la Destruction en espérant qu'un blader légendaire y participe. Pendant ce temps, Tsubasa arrive lui aussi en Amérique et retrouve au passage Toby, Zéo et Masamune qui ont désormais de nouvelles toupies : Spiral Lyra(Toby) et Spiral Fox(Zéo). Ils se rendent finalement compte que Tsubasa participe aussi au tournoi et sont impatients de commencer tandis que Gingka accourt en Amérique. |                                            |                                        |                                               |                                   |
| 15 (117) | Le Dôme de la Destruction                  | スフィア360                            | Sufia Surīshikkusuzero                        | 10 juillet 2011                   |
| Le tournoi du Dôme de la Destruction commence enfin et le groupe A débute la bataille dans un stadium pour le moins étrange: il s'agit d'une boule de verre géante ! Participent Tsubasa, Toby, Zéo, Tobio, deux autres bladers qui se font assez vite éliminer et les Garcias, qui semblent s'être disputés. Argo va même jusqu'à frapper la toupie de Sélène au point de la faire perdre le duel, Enzo et Sélène semblent perdus mais Toby et Zéo volent à leur secours. Pendant ce temps, le combat Tsubasa/Tobio fait rage mais Tobio est vaincu et Tsubasa part aider Toby, Zéo et Enzo, quand les Garcias se mettent enfin à agir ensemble et révèlent avoir rusé pour gagner plus rapidement le combat. Tsubasa lance un coup spécial mais Enzo se sacrifie pour le contrer. Finalement, les toupies finissent par faire un combat de coups spéciaux époustouflant en se poussant les unes les autres pour allier leurs forces et les Garcias finissent par perdre, ahuris. Masamune leur dit qu'ils devraient avoir honte mais dans une ultime fourberie, ils s'éclipsent en jouant les durs. Les trois bladers qualifiés pour la finale sont donc Tsubasa, Toby et Zéo. |                                            |                                        |                                               |                                   |
| 16 (118) | Le Nouveau Striker est Fin Prêt!           | 完成！新ユニコルノ                     | Kansei! Shin Yunikoruno                       | 17 juillet 2011                   |
| Masamune possède maintenant une nouvelle toupie, Blitz Striker, elle est dotée de deux modes. Le tournoi du groupe B va commencer et vont combattre : Masamune, King, Jigsaw, l'équipe russe Lovushka, dont Alexei qui apprend à Gingka et ses amis qu’une étoile était tombée du ciel en Afrique, 3 amis de Masamune et Jack. Après une bataille mouvementée, seuls Masamune, King et Jigsaw restent en lice et accèdent à la finale. Gingka et les autres pensent que King ou Jigsaw serait un blader légendaire. |                                            |                                        |                                               |                                   |
| 17 (119) | Le Champion, c'est Moi!                    | オレさまこそがチャンピオン！           | Ore-sama koso ga chanpion!                    | 24 juillet 2011                   |
| La finale va commencer et vont combattre : Tsubasa, Toby, Zéo, Masamune, King et Jigsaw. Jigsaw lance son coup spécial et élimine Toby et Zéo. King réussit à éliminer Jigsaw et Tsubasa. Après une lutte acharnée, c'est finalement King qui gagne et se révèle être le blader légendaire. |                                            |                                        |                                               |                                   |
| 18 (120) | Le Labyrinthe de la Montagne de Brume      | ミストマウンテンの迷宮                 | Misuto Maunten no meikyū                      | 31 juillet 2011                   |
| Gingka, Kyoya, Yuki, Benkei et Madoka se rendent en Afrique où un fragment d'étoile est tombé. Avec l'aide de Nile et Damouré, le groupe va devoir rejoindre un temple en traversant une jungle et un labyrinthe. Gingka tombe alors dans un piège et rencontre Ryuto, un chasseur de trésor, ce dernier les guidera alors vers le temple. Johannes, Aguma et Bao sont arrivés au temple. |                                            |                                        |                                               |                                   |
| 19 (121) | La Fierte du Lion                          | 獅子のプライド                         | Shishi no puraido                             | 7 août 2011                       |
| Alors que le groupe s'approche du temple, ils se retrouvent bloqués devant une porte. Kyoya remarquent alors que Johannes, Aguma et Bao les ont suivis pour retrouver le fragment d'étoile. Kyoya affronte Aguma pour se venger de sa défaite en Chine tandis que la porte s'ouvre pendant qu'ils s'affrontent laissant Gingka, Yuki, Ryuto et Madoka continuer leur chemin. Nile, Benkei et Damouré s'occupent de Johannes, Bao et des autres bladers. |                                            |                                        |                                               |                                   |
| 20 (122) | Dynamis, le Gardien du Temple              | 神殿の守護者デュナミス                 | Shinden no shugosha Dyunamisu                 | 14 août 2011                      |
| Gingka, Yuki, Ryuto et Madoka arrivent au temple et doivent résoudre l'énigme qui a été posé par le gardien des lieux pour ouvrir une porte. Kyoya, Benkei, Nile et Damouré les rejoignent après leur victoire contre les bladers noirs. Yuki trouve la clé de l'énigme et la porte s'ouvre. Le groupe se retrouve alors devant Dynamis, gardien des lieux et 7ème blader légendaire, il combat Ryuto et gagne. |                                            |                                        |                                               |                                   |
| 21 (123) | La Légende Du Retour De Nemesis            | ネメシス、復活の伝説                   | Nemeshisu, fukkatsu no densetsu               | 21 août 2011                      |
| Dynamis raconte la légende des bladers légendaires et celle des bladers des planètes pendant son combat face à Gingka. Les bladers des planètes sont : Yuki (Mercure), King (Mars), Dynamis (Jupiter), Aguma (Saturne) et un autre blader qui a une toupie Quetzalcóatl (Vénus). |                                            |                                        |                                               |                                   |
| 22 (124) | Les Bladers des Quatre Saisons             | 四季の戦士(ブレーダー)                 | Shiki no Burēdā                               | 28 août 2011                      |
| Dynamis raconte qui sont les bladers des quatre saisons mais l'histoire est interrompue par Johannes et les autres. Gingka (automne), Ryuga (été) et Kyoya (printemps) en sont. À la fin de l'épisode, Kyoya quitte le groupe. |                                            |                                        |                                               |                                   |
| 23 (125) | Le combat de l'Ile de Toupâque             | ベイスター島の戦い                     | Beisutā tō no tatakai                         | 4 septembre 2011                  |
| Gingka et les autres se rendent sur l'île de Toupâques afin de participer à un tournoi où ils pourraient trouver un autre blader légendaire, soit celui du triangle d’hiver ou celui qui possède Quetzalcoatl de Vénus. Masamune gagne face à Bao et King gagne face à Aguma avec sa rotation inversée, King peut changer de pointe de performance lors d'un duel. Gingka aperçoit Kenta. |                                            |                                        |                                               |                                   |
| 24 (126) | Deux Duels Impitoyables                    | 激烈!二大バトル                        | Gekiretsu! Ni Dai Batoru                      | 11 septembre 2011                 |
| Deux duels passionnants ont lieu en même temps : Ryuga VS King, sachant que ce dernier possède la rotation inversée et Gingka VS Kenta, ce dernier ayant beaucoup gagné en puissance. Ryuga gagne avec beaucoup de mal et Kenta lance un nouveau coup spécial attaque griffes en piqué mais perd. |                                            |                                        |                                               |                                   |
| 25 (127) | L'adversaire invisible                     | 姿なき対戦者（ブレーダー）             | Sugatanaki Burēdā                             | 18 septembre 2011                 |
| Toby et Zéo sont vaincus par un mystérieux blader qui ne montre pas son visage. Pendant ce temps, Masamune arrive au sommet de l'île de Toupâques, il y retrouve le mystérieux blader qui se nomme Chris. La finale entre les deux bladers commence mais le Phantom Orion de Chris domine largement le Striker de Masamune. Alors que Masamune parvient à se ressaisir, Chris se révèle être le 8ème blader légendaire et lance son coup spécial qui propulse la toupie de Masamune hors du stadium. |                                            |                                        |                                               |                                   |
| 26 (128) | Le blader mercenaire                       | オリオンの行方                         | Orion no yukue                                | 25 septembre 2011                 |
| Gingka et ses amis tentent de persuader Chris de se joindre à eux mais ce dernier explique qu'il est un blader mercenaire et que pour qu'il se joigne à eux, il faudra qu'ils le payent. Mais Johannes, Aguma, Bao et les membres du Poing de Beylin arrivent et disent à Chris qu'ils l'engagent. S'ensuit un combat entre Johannes, Aguma, Bao, Chris et les membres du Poing de Beylin contre Gingka, Yuki, Toby, Zéo, Benkei et King mais Ryuga arrive et interrompt le combat. Pendant ce temps, un personnage arrive à la Montagne de Brume et lance la malédiction d'Hadès sur Dynamis. |                                            |                                        |                                               |                                   |
| 27 (129) | Le lion dans la savane                     | 荒野を行く獅子 怪物の正体              | Arano o iku shishi Monsutā no Shōtai          | 2 octobre 2011 9 octobre 2011     |
| Pendant que Gingka s'entraîne dur, Kyoya arrive dans un désert où il est attaqué par les habitants d'un village qui le prennent pour le monstre qui attaque leur village. Après s'être rendu compte qu'ils se sont trompés, ils demandent à Kyoya de les débarrasser du monstre, Kyoya accepte et se dirige vers les ruines où habiterait le monstre mais il est soudainement attaqué par ce qu'il croit être le monstre. Il dissipe le brouillard et se rend compte que c'est Yu qui l'a attaqué, lui aussi à la recherche du monstre. Ils commencent un combat mais sont interrompus par le monstre. Ils décident de poursuivre le monstre et finissent par le coincer. Le monstre enlève son masque et déclare se nommer Titi. Il leur montre également sa toupie, Death Quetzalcoatl... |                                            |                                        |                                               |                                   |
| 28 (130) | Quetzalcoatl, le Dieu de Venus             | 金星神ケツァルコアトル ネメシスの鼓動  | Kinseishin Ketsuarukoatoru Nemeshisu no Kodō  | 16 octobre 2011 23 octobre 2011   |
| Alors que Kyoya se demande si Titi n'est pas le 9ème blader légendaire du fait qu'il possède Quetzalcoatl, ce dernier affronte Yu. Yu a beaucoup progressé, mais il n'est pas de taille face à Titi qui est bien le 9ème blader légendaire. Kyoya décide alors de défier Titi mais celui-ci n'est pas d'accord. Il lance quand même sa toupie mais le combat est interrompu par Yu, pour finir, Kyoya demande à Yu et Titi de le suivre. Pendant ce temps, Johannes, Aguma et Bao conduisent Chris au temple mexicain où ils rencontrent Pluto et une version maléfique de Dynamis. |                                            |                                        |                                               |                                   |
| 29 (131) | La résurrection du dieu de la destruction! | 破壊神、復活!? サジタリオの一撃        | Hakaishin, fukkatsu!? Sajitario no Ichigeki   | 30 septembre 2011 6 novembre 2011 |
| Dans le temple mexicain, Pluto commence la résurrection de Némésis, le dieu de la destruction. Il ordonne à Aguma, Chris et Dynamis (qui est devenu maléfique à la suite de la malédiction d'Hadès) de donner la puissance de leurs toupies à Némésis. Aguma, Chris et Dynamis lèvent leur toupie et un stadium apparaît avec une toupie en son centre : Prototype Némésis, la toupie du dieu de la destruction (elle n'a pas de boulon). Pluto explique que seul le blader désigné par le dieu de la destruction est capable de le contrôler. Bao s'avance et essaye de contrôler Prototype Némésis mais il est violemment repoussé. Pluto ordonne alors à Aguma, Chris et Dynamis de combattre Némésis pour lui fournir de la puissance mais ils ne sont pas de taille et sont tous les 3 vaincus par Prototype Némésis. Pendant ce temps, au QG de l'AMBB, les toupies de Gingka, Yuki et King se mettent à briller, Ryo leur explique que cela signifie que Némésis a été ressuscité. Ailleurs, derrière une cascade, un homme mystérieux caché par un chapeau et un manteau trouve l'entrée d'un temple antique, sans ce temple, se trouvent 4 bladers dont l'un sera le propriétaire de Némésis. Ailleurs, Kenta demande une fois de plus à Ryuga d'aider Gingka et ses amis à vaincre Némésis et le provoque en duel, Kenta est encore une fois vaincu mais a réussi à tenir tête à Ryuga. À la fin de l'épisode, Gingka et ses amis partent en hélicoptère pour le temple mexicain. |                                            |                                        |                                               |                                   |
| 30 (132) | Le Descendant de Némésis                   | 黒き太陽の申し子 ハデスの呪縛          | Nemeshisu no Mōshigo Hadesu no Jubaku         | 13 novembre 2011 20 novembre 2011 |
| Pluto continuant la résurrection de Némésis, le mystérieux personnage arrive avec les 4 bladers. 3 des bladers s'avancent et révèlent se nommer Keyser, Herschel et Cycnus, ils expliquent aussi qu'ils sont les défenseurs de Némésis, le 4ème blader, Rago, s'avance et se met à contrôler Proto Némésis qui commence à dégager de la puissance. Pendant ce temps, Gingka et ses amis arrivent au temple mais ils sont arrêtés par Johannes, Bao et les bladers du Poing de Beylin, les bladers légendaires courent vers le temple tandis que Benkei, Zéo et Toby affrontent Johannes, Bao et les bladers du Poing de Beylin. Les bladers légendaires arrivent dans une salle où il y a deux stadiums. Aguma arrive et veut affronter Gingka mais Yuki lance Anubis et le combat commence, Dynamis arrive lui aussi et affronte Gingka qui n'en revient pas que Dynamis soit maintenant du côté de Némésis, Herschel et Keyser arrivent aussi, et combattent Masamune et King. Gingka se rend vite compte que Dynamis est possédé et alors que la malédiction d'Hadès se brise pendant un court moment, Pluto la réactive. Soudainement, une explosion se produit, cassant un mur et révélant Kyoya, Yu et Titi. |                                            |                                        |                                               |                                   |
| 31 (133) | Les quatre coeurs                          | 四つの心 銀河VSクリス                  | Yottsu no Tamashī Ginga Bāsasu Kurisu         | 27 novembre 2011 4 décembre 2011  |
| Kyoya, Titi et Yu viennent prendre le relais, Kyoya affrontant Dynamis, Titi affrontant Aguma et Yu se joignant à Masamune et King qui affrontent Keyser et Herschel. Dynamis revient à lui un court instant et dit à Gingka que les quatre esprits des bladers des Quatre Saisons ne doivent faire plus qu'un. Gingka continue son chemin avec Yuki et Madoka, Chris apparaît alors et défie Gingka dans un duel. Gingka n'arrive pas à repousser le Phantom Orion de Chris mais essaye à tout prix de persuader ce dernier de se joindre à eux pour arrêter Némésis. Pendant ce temps, Ryuga arrive au temple suivi de Kenta et lance sa toupie sur Johannes, Bao, les bladers du Poing de Beylin, Benkei, Zeo et Toby et les vainc sur le coup. Le combat entre Chris et Gingka continue mais Cycnus arrive pour aider Chris. Yuki propulse alors sa toupie afin de combattre Cycnus, il a du mal car Cycnus possède une roue qui tourne librement. Gingka cherche toujours à convaincre Chris et ce dernier lui explique son passé. Chris et Gingka se préparent alors à lancer une dernière attaque. |                                            |                                        |                                               |                                   |
| 32 (134) | Tous ensemble, Bladers Légendaires!        | 集結!レジェンドブレーダー ゼウスの結界 | Shūketsu! Rejiendo Burēdā Zeusu no Kekkai     | 11 décembre 2011 18 décembre 2011 |
| Gingka en apprend plus sur Chris et réussit à le convaincre en battant sa toupie Phantom Orion. Pendant ce temps, Kyoya en finit avec Jade Jupiter et brise la malédiction d'Hadès, ce qui fait revenir Dynamis à sa personnalité normale. Titi bat Aguma et Masamune, King et Yu en finissent avec Keyser et Herschel. Tous les bladers Légendaires (à l'exception de Ryuga) accompagnés de Madoka, Masamune et Yu, se dirigent vers le stadium où se trouve Prototype Némésis. Ils y sont accueillis par Pluto, Rago et l'homme mystérieux, Pluto enlève sa capuche et montre son visage tandis que l'homme mystérieux se révèle être Doji. Alors que Pluto et Doji expliquent leur plan aux bladers présents, Ryuga arrive et est salué par Doji, son ancien allié qui commence à se moquer de lui. Les bladers des Quatre Saisons lancent alors leurs toupies et parviennent à créer la barrière de Zeus qui est sur le point d'enfermer Némésis à tout jamais. Mais à la suite des railleries de Doji, Ryuga décide d'attaquer Némésis tout seul ce qui brise la barrière de Zeus. Prototype Némésis évolue alors en Diablo Némésis, sa forme finale. |                                            |                                        |                                               |                                   |
| 33 (135) | Diablo Nemesis                             | ディアブロネメシス 星の絆              | Diaburo Nemeshisu Hoshi no Kizuna             | 25 décembre 2011 1er janvier 2012 |
| Gingka propulse sa toupie contre Némésis mais Rago le repousse sans aucune difficulté. Mal en point, Gingka résiste. Kyoya, Yuki, Masamune, King, Chris, Yu, Dynamis, Titi propulsent eux aussi leurs toupies mais Némésis arrive encore une fois à toutes les repousser. Face aux provocations de Doji, Ryuga lance à son tour L-Drago sur Némésis, en vain. Rago utilise alors son coup spécial, Armageddon, et détruit le temple. Tous les bladers présents parviennent néanmoins à sortir à temps grâce à l'aide de Tsubasa. Plus tard, au QG de l'AMBB, les bladers Légendaires affirment qu'ils vaincront Némésis quoi qu'il arrive et partent s'entraîner. Aguma, qui est lui aussi au QG de l'AMBB se demande quel camp choisir. Pendant ce temps, Ryuga repense à son combat face à Rago et affirme qu'il gagnera la prochaine fois qu'il les croisera. |                                            |                                        |                                               |                                   |
| 34 (136) | En route vers l'ultime combat              | 決戦の地へ 導かれし運命                | Kessen no Chi e Michibikareshi Sadame         | 8 janvier 2012 15 janvier 2012    |
| Sur un bateau en plein milieu de l'océan Pacifique, Rago, Pluto et Doji tentent de faire revenir le royaume perdu d'Hadès à la surface de l'océan. Pendant ce temps, Gingka et ses amis localisent Rago et Némésis dans l'océan Pacifique. Ryo met alors un hélicoptère à leur disposition afin qu'ils puissent aller affronter le dieu de la destruction. Alors qu'ils se dirigent vers l'hélicoptère, Johannes, Keyser, Herschel et Cycnus arrivent et tentent de les en empêcher. Cependant, un allié inattendu arrive et réussit à vaincre tous les malfaiteurs : Aguma. Il affirme à Gingka vouloir les aider et ensemble ils s'envolent pour le Pacifique. |                                            |                                        |                                               |                                   |
| 35 (137) | Le royaume perdu                           | 失われた王国へ 破壊神VS竜皇            | Ushinawareta Ōkoku Nemeshisu Bāsasu Erudorago | 22 janvier 2012 29 janvier 2012   |
| Gingka et les autres bladers Légendaires (hormis Ryuga) sont en route vers le royaume perdu d'Hadès afin de vaincre Némésis une bonne fois pour toutes. Némésis provoque des perturbations ce qui oblige l'hélicoptère à se poser en catastrophe sur une île voisine de royaume perdu. Le groupe prend alors les bateaux de secours pour rejoindre le repaire de Némésis. Pendant ce temps, Ryuga arrive lui aussi au royaume perdu et défie Rago dans un duel, Ryuga se vante d'être le meilleur mais il s'avère en fait que Némésis est beaucoup plus fort que L-Drago. Malgré la puissance de Némésis et les railleries de Doji, Ryuga parvient à résister. Très affaibli, il lance son coup ultime, Empereur Dragon Extermination, qui provoque entre autres la chute de Doji dans le vide mais Rago stoppe net l'attaque et Ryuga perd connaissance. Gingka, Madoka et Kenta arrivent juste à temps pour découvrir la défaite cuisante du blader le plus puissant du monde. |                                            |                                        |                                               |                                   |
| 36 (138) | L'étoile manquante des quatre saisons      | 欠けた四季の星座 継がれし光            | Kaketa Shiki no Seiza Tsugareshi Hikari       | 5 février 2012 12 février 2012    |
| Tous les bladers sont bouleversés par la défaite de Ryuga. Mais Ryuga étant sérieusement blessé et sans connaissance, les bladers des Quatre Saisons ne peuvent assurer l'exécution de la barrière de Zeus, seul moyen de vaincre Némésis. Gingka et les autres décident alors d'affronter Némésis. Les 8 bladers légendaires et Rago propulsent leurs toupies. Tous attaquent mais Némésis repousse toutes les toupies. Tsubasa, Yu, Masamune et Kenta propulsent eux aussi leurs toupies mais Némésis les repousse sans difficulté. Aguma propose alors une stratégie de combat mais Némésis tourne toujours. Les bladers Légendaires sont sur le point de perdre, Gingka et Kyoya lancent encore des attaques mais sans succès. Tous perdent espoir. Kenta décide d'agir, jugeant que c'est de sa faute si Ryuga ne l'a pas écouté. Sagittario attaque sans relâche Némésis mais est repoussé à chaque fois. Tous disent à Kenta d'arrêter, quand soudain, Ryuga se réveille et confie son fragment d'étoile à Kenta, jugeant qu'il a fait ses preuves. Ryuga et L-Drago disparaissent et Kenta, dans un accès de colère et pleurait ce que son partenaire a disparu, fait évoluer Flame Sagittario en Flash Sagittario, grâce au pouvoir du fragment d'étoile. |                                            |                                        |                                               |                                   |
| 37 (139) | Flash Sagittario                           | フラッシュサジタリオ 執念の必殺転技    | Furasshu Sajitario Shūnen no Hissatsu Tengi   | 19 février 2012 26 février 2012   |
| Kenta a remplacé Ryuga en tant que blader légendaire de l'été et réussit à repousser Némésis jurant qu'il va venger Ryuga. Mais Rago crée une barrière séparant Kenta et les autres bladers. Pluto propulse sa toupie, Firefuse Darkhelm pour éliminer Kenta. Sagittario passe en mode attaque et lance un coup spécial : Attaque Flèche en Piqué, expulsant Firefuse Darkhelm au plafond. Masamune, Yu et Tsubasa réussissent à briser la barrière grâce à une diversion des blader du Système Solaire mais ces derniers se font éliminer. Il ne reste plus que Gingka, Kyoya, Chris et Kenta pour exécuter la barrière de Zeus mais alors qu'ils sont sur le point de réussir, une des pièces de Firefuse Darkhelm tombe sur la barrière de Zeus créant une fissure. |                                            |                                        |                                               |                                   |
| 38 (140) | Hades résiste!                             | ハデスの執念 ラストバトル!             | Hadesu no Shūnen Rasuto Batoru!               | 4 mars 2012 11 mars 2012          |
| Les bladers Légendaires des Quatre Saisons ont réussi à effectuer la barrière de Zeus. Des hélicoptères de l'AMBB arrivent avec Ryo, Hikaru, Benkei, Toby, Zéo et le blader DJ et tous les bladers présents se réjouissent de la victoire sur Némésis. Mais un flot d'énergie noire s'échappe alors du sol et ils se rendent compte que Némésis a survécu grâce à un morceau de la toupie de Pluto, Firefuse Darkhelm qui a créé une brèche dans la Barrière de Zeus. Un monstre apparaît devant eux avec Rago et Pluto fusionnés en lui. Les bladers Légendaires lancent tous leur toupies mais elles se font rejeter avec une facilité déconcertante. Toutes les toupies sont mises en pièces, il n'y a que le Pegasus de Gingka qui continue à tourner faiblement. Se rendant compte que leurs toupies ne sont plus en mesure de se battre, les bladers Légendaires et les autres bladers décident de confier leur fragment d'étoile à Pegasus car Gingka a toujours été un ami pour eux. Alors une lumière apparaît et Pegasus se met à tourner à toute vitesse, il se lance vers Némésis pour le combat final. |                                            |                                        |                                               |                                   |
| 39 (141) | Le dernier combat!                         | 希望の光 未来へ                        | Kibō no Hikari Mirai e                        | 18 mars 2012 25 mars 2012         |
| Gingka et Rago livrent un duel acharné mais Pegasus semble en difficulté. Alors que depuis l'hélicoptère, Benkei, Zéo, Toby et Hikaru regardent impuissants le combat, leur toupies se mettent à briller. Ryo leur explique que toutes les toupies du monde possèdent elles aussi un fragment d'étoile, évidemment moins puissant que ceux de Gingka et des autres Bladers Légendaires. Tous les bladers du monde offrent alors leur puissance à Gingka. Gingka lance un assaut d'attaques sur Diablo Nemesis et grâce à sa persévérance, il réussit à vaincre Nemesis et à sauver le monde. La saison se clôture par un début de combat entre Kyoya et Gingka qui ont tous les deux leurs toupies flambant neuves. |                                            |                                        |                                               |                                   |